# Luis de Molini Martínez
Luis de Molini Martínez (Requena, 30 de juliol de 1822 - ?) fou un polític valencià, diputat a les Corts Espanyoles durant el Sexenni democràtic.

## Biografia
D'idees liberals, milità al Partit Progressista, amb el que el 1848 fou escollit regidor de Requena i el 1851 alcalde. Després de la revolució de 1854 fou nomenat novament alcalde de Requena, diputat provincial i representant de Requena en la Junta Revolucionària. També fou comandant de la Milícia Nacional.
Durant els anys següents es vinculà als moviments demòcrates progressistes, raó per la qual va dimitir de tots els seus càrrecs quan els moderats tornaren al poder el 1856. El 1863 es traslladà a Madrid i participà en els revoltes de 1866 i 1867, raó per la qual fou empresonat. Un cop va triomfar la revolució de 1868 fou nomenat governador civil de la província de Sevilla i diputat del Partit Progressista pel districte de Llíria a les eleccions generals espanyoles de 1869, encara que renuncià l'any següent i fou substituït per José Pérez Guillén. Fou novament elegit diputat per Albuñol (província de Granada) a les eleccions generals espanyoles de 1871 i pel de Requena a les eleccions generals espanyoles d'abril de 1872 i d'agost de 1872